# Cercotrichas quadrivirgata
Cercotrichas quadrivirgata là một loài chim trong họ Muscicapidae.
Loài chim này được tìm thấy ở miền đông và miền nam châu Phi.

## Phân loại
Loài này được miêu tả là Thamnobia quadrivirgata bởi Reichenow vào năm 1879. Trước đây được đặt trong chi Erythropygia. Nó tạo thành một siêu loài với Cercotrichas leucosticta, Cercotrichas barbata và Cercotrichas signata. Bốn loài đôi khi được đặt trong chi Tychaedon. Hai phân loài của C. quadrivirgata được công nhận: C. q. greenwayi ở Zanzibar và Quần đảo Mafia, và C. q. quadrivirgata trong phần còn lại của dãy núi này. Danh pháp cụ thể quadrivirgata dung từ cụ thể có nghĩa là "bốn sọc" trong tiếng Latin. Loài này được đặt tên như vậy bởi vì bốn sọc trên khuôn mặt.

## Phân bố và môi trường sống
Loài chim này được tìm thấy ở Botswana, Kenya, Malawi, Mozambique, Namibia, Somalia, Nam Phi, Swaziland, Tanzania, Zambia, và Zimbabwe, với kích thước phân phối ước tính khoảng 5.390.000 km2 (2.080.000 dặm vuông). Loài này chủ yếu tìm thấy ở độ cao dưới 1.000 m (3.300 ft). Khu vực sinh sống của chúng ở trong rừng cát, rừng ven sông, cọ, rừng thường xanh, và đôi khi các khu vườn và reedbeds, nhưng thường không ở nơi ẩm ướt. Trong những năm 1950, nạn phá rừng gần Hluhluwe và vịnh False phá hủy một số môi trường sống của chúng, nhưng trong một số khu vực, phạm vi của chúng có thể được mở rộng. Trong những năm 1940, người ta đã rải thuốc ngăn chặn ruồi xê xê tại khu bảo tồn giải trí Hluhluwe-Umfolozi, và cả họa mi chà râu biến mất, nhưng chúng đã quay lại khu vực bằng năm 1975. Loài này cũng đã mở rộng vào Vườn quốc gia Matobo và vịnh Richards.

## Mô tả
Chiều dài của nó là 15–17 cm (5,9-6,7 in), và trọng lượng của nó là khoảng 20-31 g (0,71-1,09 oz). Chim trống và chim mái có bộ lông như nhau, con mái là hơi nhỏ. Chỏm đầu và trên lưng là màu nâu ôliu sậm. Đuôi có màu nâu sẫm, có lông bên ngoài có lời khuyên màu trắng. Các lông cánh có màu xám-nâu với viền màu nâu ôliu.